# 盾柱
盾柱（学名：Pleurostylia opposita）是卫矛科盾柱属的植物。分布在越南、印度以及中国大陆的海南等地，一般生于山地密林中，目前尚未由人工引种栽培。

## 异名
- Pleurostylia cochinchinensis Pierre